# JNN夕方ローカルニュース一覧
JNN夕方ローカルニュース一覧（ジェイエヌエヌゆうがたローカルニュースいちらん）は、TBSテレビがキー局のニュース系列であるJNN系列局で、現在放送されている夕方のニュース番組の一覧である。

## 概要
基本的には各局共に平日17:50 - 18:15が全国ニュース『Nスタ』を放送。そして18:15 - 19:00にJNN各局でローカルニュースを放送している。但しJNN各局は夕方ワイド番組に内包する編成（コンプレックス）、或いは独立した番組編成と二種類存在している。
- 他のテレビネットワークのニュース系列と比較して、長年キー局・TBSのタイトルに統一する系列局があまり見られず、『JNNイブニング・ニュース』（『イブニング・ファイブ』）までは甲信越・東海・近畿地方以西の西日本のJNN系列局でこの傾向が顕著（けんちょ）であった。しかし2009年3月30日の『総力報道!THE NEWS』開始に伴い、多くの系列局でキー局にタイトルを合わせるようになった。
- しかし『総力報道』が打ち切られ、2010年3月29日に現在放送中の『Nスタ』がスタートした際に番組名を『Nスタ』に合わせた系列局は開始当初で2局（TBC・BSN）だけだったが、後にTUY[注 1]・TUF[注 2]・ITV[注 3]・NBC[注 4]の4局が追随（ただし、BSNは2016年4月より『BSN NEWS ゆうなび』として再び独自のタイトルに変更）。それ以外の系列局は独自タイトルを採用している。
- 地方の老舗局を中心に長寿番組化している番組もあり、中でも『IBCニュースエコー』『テレポート山陰』（中断期間がある番組や冠変更も含めれば『SBCニュースワイド』『RSKイブニングニュース』）など、40年以上続いている番組も存在している。
- キー局であるTBSでは『Nスタ』の全国ネット枠終了後、ローカルニュースを伝えるが、一部コーナーは系列局にネットされる事がある。
  - TUYでは開局当初、ローカルワイドニュースを制作できる体制でなかったことから開局から10年程はTBSで制作された関東ローカルパートをそのまま放送した。
  - TUTも開局から数年間はローカルワイドニュースを17時台に編成していたため、その間の18時台はTBSで制作された関東ローカルパートも含めてそのまま放送した。
- 長年15 - 17時台に情報番組枠、18時にローカルニュース枠と独立させていた局でも、2019年春のMBS・CBCを皮切りに、同年秋にSBS・KUTV、2020年1月にRCC、同年春にUTY・NBC、秋にRKB・tysと、情報番組とローカルニュースを統合させた2 - 3時間以上のワイド番組に改編させる局が続出している（特にMBS・CBC・RCC・RKBは従来の主要出演者や番組内容を残したまま、タイトルだけ改題している）。

過去に放映されていた番組に関しては、各局の項を参照されたい。
各局の番組タイトル、キャスターは次の通り。またインターネットでの動画配信を行っている局は「■」マーク付き。また特集で放送された項目は一部がTBSニュースバード経由でも全国配信されている。「○」が付されている番組は、TBS NEWS（CS）の「JNN発 列島ニュース」で、ニュースの一部が放送されていた。

## 北海道・東北
- 北海道放送（HBC）
  - 『今日ドキッ!』■○（月 - 金 16:50 - 19:00。ローカルニュース部は16:50 - 17:50と18:15 - 19:00。特別編成のため本編が18:15 - 19:00へ枠小され、15:49 - 17:50枠は単発特番へ差し替え・または「Nスタ」を15:49 - 18:15まで臨時フルネットとする場合あり。通常版「今日ドキッ!」が休止となる場合は「Nスタ」を15:49 - 18:15までフル放送し、18:15 - 18:25枠で「HBCニュース」を放送。日ハムナイター中継がある場合、ローカルニュースは17時台へ繰り上げ放送し、18:15からはプロ野球中継を放送）
  - キャスター：森田絹子、堀啓知
  - フィールドキャスター：堀内大輝・波多野裕太
  - スポーツキャスター：世永聖奈
  - 天気コーナー担当：近藤肇（月 - 木曜、HBC気象予報士）、星井さき（金曜、HBC気象予報士）
- 青森テレビ（ATV）
  - 『わっち!!』（月 - 木 16:50 - 18:56。金曜 16:25 - 18:56。ローカルニュース「わっち!!NEWS」は18:15 - 18:56）
  - キャスター：先川栄蔵（キューティーブロンズ）、五月女舞香（月 - 水曜）、新名真愛（木・金曜）
  - ニュースキャスター：河村庸市・近藤志生里（月 - 木曜）、髙山基彦・小野寺紀帆（金曜）
  - 天気キャスター：吉田篤（アップルウェザー所属気象予報士）
- IBC岩手放送（IBC）
  - 『IBCニュースエコー』■（月 - 金 18:15 - 18:55。年末はNスタ第1部と2部を差し替える形で「ニュースエコー年末スペシャル」を放送し、18時台はNスタ関東ローカル部を臨時ネットする場合あり）
  - キャスター：江幡平三郎・奥村奈穂美（月 - 水）、浅見智・甲斐谷望（木・金）
  - スポーツキャスター：浅見智・清水康志・長谷川拳杜（毎週月曜に不定期出演）
- 東北放送（tbc）
  - 『Nスタみやぎ』■○（月 - 金 15:40 - 18:55。ローカルニュース部は15:40 - 15:49と18:15 - 18:55。楽天デーゲーム中継時は「ゴゴスマ」と15:40枠の「Nスタみやぎ早版」が休止され、全国ニュース「Nスタ」は16:50または17:50飛び乗りに変更。楽天ナイター中継がある場合、ローカルニュースはNスタ第2部=16:50 - 17:50枠を差し替える形で繰り上げ放送し、18:15からはプロ野球中継を放送。また祝日は15:49 - 17:50のNスタ第1部&第2部を単発特番に差し替える場合あり）
  - キャスター：松尾武（月、火）、後藤舜（水 - 金）、増子華子（月 - 木）、熊谷望那（金）
    - 15:40 - 15:49の部は「Nスタみやぎ早版」として、男女どちらか一方のキャスターが出演。

  - スポーツキャスター：守屋周・伊藤晋平・林田悟志・飯野雅人
  - 天気キャスター：佐藤正則、今野桂吾、星野誠（気象予報士・TBC気象台）
- テレビユー山形（TUY）
  - 『Nスタやまがた』（月 - 金 16:50 - 18:54=ローカルニュース部は18:15 - 18:54。土曜18:50 - 19:00・日曜17:45 - 17:54）
  - キャスター：矢野秀樹（月 - 水）、吉川明穂（月 - 金）、結城晃一郎（木、金）、土日はシフト制。
- テレビユー福島（TUF）
  - 『ステップ』（月 - 金 18:15 - 19:00）
  - キャスター：井上和樹、佐藤玲奈(月-木)、奥秋直人、平岡沙理(金)
  - フィールドキャスター：浦部智弘
  - 天気キャスター：寺本卓也（ウェザーマップ所属気象予報士）
  - ・15:40-15:49は『ONEステップ』、『#福の空』を放送

## 甲信越・中部
- テレビ山梨（UTY）
  - 『スゴろく』■（月 - 金 16:45 - 18:55。ローカルニュースは18:15 - 18:55）
  - ニュースキャスター：小嶋優・西垣友香
  - スポーツキャスター：黒澤知弘
  - 天気キャスター：米津龍一（UTY気象予報士）
- 新潟放送（BSN）
  - 『BSN NEWS ゆうなび』○（月 - 金 18:15 - 19:00）
  - キャスター：坂部友宏・関根苑子
- 信越放送（SBC）
  - 『SBCニュースワイド』■○（月 - 金 18:15 - 18:55）
  - キャスター：宮入千洋（月・火曜）、尾関雄哉（水 - 金曜）、北川原志於（月 - 水曜）、中澤佳子（木・金曜）
- 静岡放送（SBS）
  - 『LIVEしずおか』 ■○（月 - 金 18:15 - 19:00）
  - キャスター：滝澤悠希・井手春希（月 - 木）、水野涼子（金）
  - フィールドキャスター：影島亜美
  - 天気キャスター：田中健太郎（ウェザーマップ所属気象予報士）
- チューリップテレビ（TUT）
  - 『N6』■（月 - 金 18:15 - 19:00）
  - キャスター：西美香
  - フィールドキャスター：毛田千代丸、橋本星奈
- 北陸放送（MRO）
  - 『Atta』（月 - 金 18:15 - 19:00）
  - キャスター：兵藤遥陽（月 - 金）、牛田和希（月 - 水）、石橋弘崇（木、金）
- CBCテレビ（CBC）
  - 『チャント!』■○（月 - 木 15:49 - 17:50 金 16:50 - 17:50 ローカルニュース部は16:30頃 - 17:50）
  - 『newsX』■○（月 - 金 18:15 - 19:00）
  - メインキャスター：若狭敬一
  - アンカーマン：大石邦彦
  - キャスター：古川枝里子（隔週水・木曜）・山内彩加（金曜）・柳沢彩美（月・火・隔週水・金曜）・江田亮（月・水曜）・永岡歩（火・木曜）
  - フィールドキャスター：松本道弥（月・木曜）・永岡歩（金曜）・水城あやの（水曜）
  - 天気キャスター：桜沢信司 （CBC気象予報士）・太田絢子（ウェザーマップ所属気象予報士）。

※但し、プロ野球・中日ドラゴンズ戦中継（S☆1 BASEBALL 燃えよドラゴンズ!）のある場合はローカルニュースを17時台で放送し、18時台はプロ野球中継を行う（ドラゴンズデーゲーム中継延長時は当番組開始時間を後ろ倒し）。また毎年4月最終木・金は中日クラウンズ予選ラウンド実況中継のため、当番組が1時間枠小され16:50開始となる（午後ワイド「ゴゴスマ -GO GO!Smile!-」は制作局CBCのみ休止され、CBC以外の地域へは裏送りで放送）。

## 近畿
- 毎日放送（MBS）
  - 『よんチャンTV』■○（月 - 金 15:40 - 19:00。ローカルニュースは16:30頃 - 17:30頃と18:40頃 - 19:00。阪神ナイター中継がある場合はローカルニュースを17時台へ繰り上げ、18:15よりプロ野球中継を放送）
  - メインキャスター：河田直也
  - ニュースキャスター:大吉洋平
  - サブキャスター：野嶋紗己子（月 - 木曜）、玉巻映美（金曜）
  - 中継リポーター：山中真（月 - 木曜）、川地洋平（金曜）
  - 天気キャスター：前田智宏（月 - 水、MBS気象予報士）、広瀬駿（木・金、MBS・TBS気象予報士）

## 中国・四国
- 山陰放送（BSS）
  - 『テレポート山陰』■（月 - 金 18:15 - 19:00）
  - キャスター：小林健和・小崎純佳（月 - 水曜）、秦まりな・木嶋雄大（木・金曜）
- RSKテレビ（RSK）
  - 『RSKイブニングニュース』○（月 - 金 18:15 - 18:50・土曜 17:15 - 17:30）
  - キャスター：岡田美奈子（月 - 木）、武田彩佳（金）、石田好伸（月 - 金）、伊藤正弘（スポーツ）、坂井亮太（スポーツ、土）
- 中国放送（RCC）
  - 『イマナマ!』■○（月 - 金 15:40 - 18:56。ローカルニュースは16:55 - 17:30頃と18:15 - 18:30頃。祝日・年末は「ゴゴスマ」を15:49まで・「Nスタ」を15:49 - 18:15までそれぞれ臨時フルネットし、本編を18:15 - 18:56へ枠小する場合あり）
  - キャスター：青山高治、河村綾奈
  - ニュースキャスター：小林康秀、中根夕希
  - 天気キャスター：岸真弓（気象予報士）・乙藤亮平（気象予報士）・岩永哲（RCC報道部記者&同局気象予報士）・末川徹（RCC報道部記者&同局気象予報士）
  - 『Eタウンスポーツ』（月1回・土曜 16:30 - 17:30）
  - キャスター：坂上俊次・渕上沙紀

※平日にプロ野球・広島東洋カープ戦中継（RCCカープナイター）がある場合はローカルニュースは2017年までは18:30までに短縮、2018年は本番組を休止して、代替として『Nスタ』第1部を短縮の上で17時台にローカルニュースを放送、2019年は『イマなまっ!』内あるいは『Nスタ』第1部内にて本番組を放送していた。2020年は『イマナマ!』を17:50までに短縮して対応。祝日にカープデーゲーム中継がある場合は「ゴゴスマ」が休止され、「イマナマ」は18:15 - 18:56に枠小。
- テレビ山口（tys）
  - 『Mix』（月 - 金 16:50 - 19:00。ローカルニュースは18:15 - 19:00）
  - キャスター：奥野粋子、永岡克也
  - ニュースキャスター：木村智美
  - スポーツキャスター：小田浩史
  - フィールドキャスター：山根陽美、木村那津美
  - 天気キャスター：西村裕之（tys気象予報士）
- あいテレビ（itv）
  - 『Nスタえひめ』（月 - 金 18:15 - 18:57）
  - キャスター：河野未来（月・火）、山田祐也（月 - 水）、山内可菜子（水 - 金）、岩下克樹（木・金）
  - スポーツキャスター：高橋浩由、横山岳
  - 天気キャスター：竹之熊和也（ウェザーマップ所属）
- テレビ高知（KUTV）
  - 『からふる』 ■（月 - 金 18:15 - 18:55）
  - キャスター：尾﨑大晟（月）、岡本采子（月・火）、遠藤弥宙（火・水）、藤﨑美希（水・木）、松岡葵（木）、京面龍太郎（金）、川見真宵（金）
  - 天気キャスター：山岸拓（ウェザーマップ所属）

## 九州・沖縄
- RKB毎日放送（RKB）
  - 『タダイマ!』■○（月 - 金 15:40 - 19:00。ローカルニュースは15:43 - 15:50、17:05 - 17:35、18:50 - 18:58）
  - キャスター：宮脇憲一、本庄麻里子、池尻和佳子
  - サブキャスター：本田奈也花、井口謙（月・水・金曜）、辻満里奈（水・金曜）
  - 天気キャスター：横尾慎哉（月曜、気象予報士）、龍山康朗（火・水曜、RKB気象予報士）、小林チカ（木・金曜、気象予報士）

※祝日にホークスデーゲーム中継がある場合は「ゴゴスマ」が休止され、当番組は18:15 - 19:00に枠小。ホークスナイター中継がある場合はローカルニュースを17時台へ繰り上げ、18:15よりプロ野球中継を放送。
- 長崎放送（NBC）
  - 『Pint』（月 - 金 16:50 - 19:00。ローカルニュースは18:15 - 19:00。祝日は前半部を単発特番へ差し替え・または「Nスタ」を15:49 - 18:15まで臨時にフルネットし、本編を18:15 - 19:00へ枠小する場合あり）
  - キャスター：豊﨑なつき、住吉光、岸竜之介、早田紀子、久富美海、甲斐田貴之、平地真菜、菊野紗史
- 熊本放送（RKK）
  - 『夕方Live ゲツキン!』■（月 - 金 18:15 - 18:55）
  - キャスター：福居万里子、まさやん（月 - 水曜）、田中洋平（木・金曜）
  - ニュースキャスター：吉田明央
- 大分放送（OBS）
  - 『OBSイブニングプラス』■（月 - 金 18:15 - 18:55）
  - キャスター：三重野勝己・井口尚子
  - フィールドキャスター：河野真歩・渡辺雄大・平山沙絵・中島三奈
- 宮崎放送（MRT）
  - 『Check!』■（月 - 金 16:50 - 18:55。ローカルニュースは18:15 - 18:55）
  - キャスター：川野武文・加藤沙知・藤島由芽・澁谷祐太朗
  - 天気キャスター：野田俊一郎（MRT気象予報士）
- 南日本放送（MBC）
  - 『MBC NEWS NOW』■（月 - 金 18:15 - 19:00）
  - キャスター：岩崎全智、末永安佳梨（月 - 水曜）、豊平有香（木・金曜）
  - スポーツキャスター：松木圭介
  - 天気キャスター：大山有布佳・前田一郎・亀田晃一（いずれもMBC気象予報士）
- 琉球放送（RBC）
  - 『RBC NEWS Link』■（月 - 金 18:15 - 18:55）
  - キャスター：田久保諭（火・水）、金城有佳（水）、仲田紀久子（月・火・木）、與那嶺啓（月・水・金）、仲村美涼（金）
  - スポーツキャスター：片野達朗、鎌田宏夢、下地麗子

## 過去に放送
HBC 北海道放送
HBCニュース - HBCテレポート6 - テレポート2000 - Hana*テレビ - 総力報道!THE NEWS HBC - 北海道NEWS1
ATV 青森テレビ
ATVニュース - ATVニュースワイド
IBC岩手放送
岩手日報IBCニュース
tbc 東北放送
TBCニュース - TBCニュースワイド - TBCニュースの森 - ただいまワイド - TBCニュースウェーブ - ニュースの森 TBC - イブニング・ニュース TBC - 総力報道!THE NEWS TBC
TUY テレビユー山形
TUYニュース - ニュースの森やまがた - TUYイブニング・ニュース
FTV 福島テレビ
FTVニュース - FTVテレポート（当番組放送期間中にFNNにネットチェンジ）
TUF テレビユー福島
ワイドユー福島 - ニュースの森ふくしま - イブニング・シックス - THE NEWS-f - TUF NEWS LIVE スイッチ!
TBS 東京放送→TBSテレビ
（※）…全国ニュース内にローカルパートを設けて放送していた。
TBSニュース - テレポートTBS6 - JNNニュースの森（※） - JNNイブニング・ニュース（※） - 総力報道!THE NEWS（※）- イブニングワイド
UTY テレビ山梨
UTYニュース - UTYニュースワイド - UTYニュースの星
BSN 新潟放送
BSNニュース - BSNニュースワイド - イブニング王国NEWS - THE NEWS 新潟 - Nスタ新潟
SBC 信越放送
信毎ニュース - 信州まるごとワイド。キャッチ! ‐ NEWS キャッチ! - SBC News6 - 総力報道!THE NEWS SBC
SBS 静岡放送
静岡新聞ニュース - SBSテレビ夕刊 - SBSイブニングeye - イブアイしずおか - ORANGE
TUT チューリップテレビ
ちゅうりっぷワイド ホップ・ステップ・チューリップ - ニュースの森とやま - チョイス! - イブニング・ニュースとやま - チューリップワイド THE NEWS - チューリップテレビ ニュース6
MRO 北陸放送
MROニュース - MROテレポート6 - MRO NEWS ON 6 - MROイブニング・ニュース -MROニュースランナー - 総力報道!THE NEWS MRO - レオスタ
CBC 中部日本放送
CBCニュース - CBCニュースワイド - ユーガッタ!CBC - イッポウ
MBS 毎日放送
毎日新聞ニュース - MBSナウ - VOICE - ミント!
BSS 山陰放送
山陰放送ニュース
RCC 中国放送
RCC NEWS - RCCニュース6（第1期） - RCCスコープ - なんでもワイド - RCC today - ニュースひろしまの森 - RCCニュース・ブリッジ - RCCときめきストリート - ごじごじテレビ - ごじテレ。 - イブニング・ニュース広島 - RCCニュース6（第2期）
tys テレビ山口
TYSニュース - TYS夕やけニュースショー - TYSニュース6 - TYSナウ - TYS夕やけニュース21 - tysスーパー編集局 - tysニュースタイム
itv あいテレビ
キャッチあい - THE NEWSキャッチあい - NEWSキャッチあい
KUTV テレビ高知
KUTVニュース - イブニングKOCHI
RKB RKB毎日放送
RKBヘッドラインニュース - RKBニュースワイド - 今日感ニュース
NBC 長崎放送
NBCニュース - NBCニュース6 - 報道センターNBC - Nスタ プラス長崎
RKK 熊本放送
RKK熊日ニュース - RKKワイド6 - RKKニュースキャッチャー - ニュースの森くまもと - 総力報道!NEWS LIVE くまもと - 夕方いちばんNEWS - RKK NEWS JUST.
OBS 大分放送
OBSニュース - OBSニュース6 - ニュースワイド Todayおおいた - OBSニュースライン - 総力報道!OBS THE NEWS - OBSイブニングニュース
MRT 宮崎放送
MRTニュース - MRTニュースワイド - MRTイブニング・ニュース - MRT THE NEWS - MRTニュース Next
MBC 南日本放送
MBCニュース - MBC6時こちら報道
RBC 琉球放送
RBCニュース - RBCエリアレポート - RBCライブi - RBC THE NEWS

## 備考

### スポーツニュースについて
- かつて『JNNニュースの森』→『イブニング・ファイブ』を放送していた時代、平日のみTBSテレビが運営するCS放送「TBSニュースバード」がJNN系列局向けにスポーツニュースを裏送りで制作していた。これは上記番組のスポーツコーナーが関東ローカル枠に設けられ、放送時間が流動的であった為である。
- TBSニュースバードが制作した裏送りは事前に収録されたもので、ニュースバードの女性キャスターがスポーツニュースを伝えたものになっている。また企画モノを除き、TBSとほぼ同じ内容になっていた。
- その後2008年9月29日からは『イブニング・ファイブ』のスポーツコーナー放送時間が固定されたことによりニュースバードの裏送りが終了し、『イブニング・ファイブ』の同時ネットに切り替わった。
- 2009年3月30日からは『総力報道!THE NEWS』第2部（19時台）に「THE SPORTS」のコーナーが設けられ、JNN全局でスポーツニュースがネットされていた。また第1部（18時台）についても関東ローカル枠で放送されていた「THE NEWSカワラBANG6」内のスポーツニュース部分が一部系列局で時差ネットされていた。
  - この18時台のスポーツコーナーは、2009年9月28日以降は『イブニングワイド』内で「最速!スポーツ」として放送され、引き続き、一部系列局で時差ネットされた。ネット状況についてはこちらを参照。
- 2010年3月29日からは『Nスタ』内で「こちら運動部」として放送しており、引き続き、一部系列局で部分ネットされている。ネット状況に関してはこちらを参照。
- 18時台のスポーツニュースについてはJNN各局の任意ネットに委ねられており、ローカルニュースでスポーツコーナーを設けていない系列局や、MBSなど独自にスポーツコーナーを制作し、TBSのスポーツコーナーはネットしていない系列局、CBCなどTBSのスポーツコーナーはVTR部分のみネットする系列局、RSKなどTBSの番組ではなくTBSニュースバード制作のスポーツニュースを流すが、曜日によっては独自制作のスポーツニュースを放送する系列局など様々である。

## 他系列
- NNN夕方ローカルニュース一覧
- FNN夕方ローカルニュース一覧
- ANN夕方ローカルニュース一覧
- TXN夕方ローカルニュース一覧